# Willis Carto
Willis Allison Carto (Fort Wayne, 17 de julho de 1926 - Virgínia, 26 de outubro de 2015) foi um advogado e ativista político estadunidense. Foi, segundo Dennis King, o mais importante antissemita americano nos anos 1970.
Carto foi um discípulo de Francis Park Yockey, que, nos anos 1950 tentou formar um grupo clandestino, e suicidou-se com cianeto na prisão, após ser preso pela posse de passaportes falsos; Carto se dedicou à missão de Yockey, de "salvar a Civilização Ocidental".
A missão de Yockey estava resumida em seu livro "Imperium", uma síntese das teorias raciais nazistas e da filosofia histórica de Oswald Spengler, e dedicado a Hitler. Carto adotou táticas diferentes de Yockey, e, sem se identificar como nazista ou antissemita, se definia como antissionista.
Carto defendeu a herança de Hitler, sem dizer que o Holocausto foi uma boa realização e negando que ele tivesse ocorrido. Ele fundou o Institute of Historical Review para provar que o número de 6 milhões de judeus mortos era uma fraude inventada pelos sionistas para que as pessoas sentissem pena deles, e chegou a publicar um livro em que dizia que as câmaras de gás em Auschwitz eram uma planta industrial para transformar carvão em petróleo, operada por prisioneiros judeus bem alimentados e felizes.